# Камакупа
Камакупа (порт. Camakupa) — муниципалитет в Анголе, входящий в провинцию Бие. Площадь 9469 км2, население на 2006 год — 289 227 человек. Плотность населения — 30,5 человек на 1 км2. Крупнейший город — Камакупа с населением 12 776 человек.